# Cais de Gaia
O Cais de Gaia é uma área turística de esplanadas, restaurantes e bares, localizada na margem esquerda do rio Douro, em Vila Nova de Gaia, em frente à zona histórica do Porto, património mundial da Unesco, em Portugal.

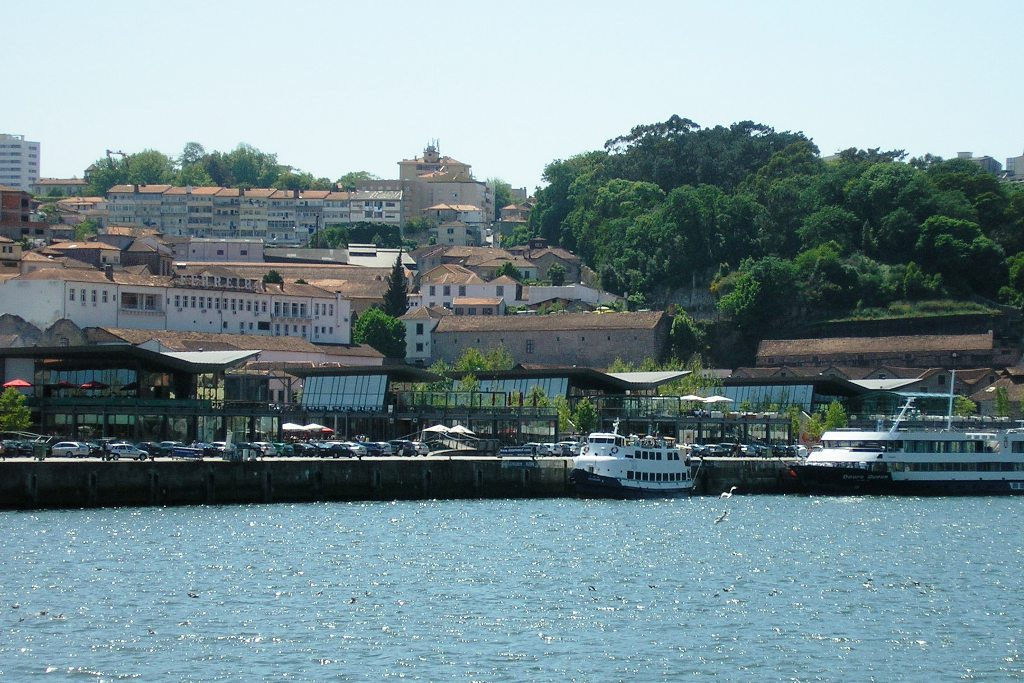
O Cais de Gaia visto do rio Douro

## História
Durante muitos séculos, aqui se localizou um porto fluvial de onde eram exportadas diversas mercadorias, com especial relevo para o vinho do Porto. O assoreamento da barra do Douro e a construção do porto de Leixões levaram a uma sucessiva decadência do cais acostável e de toda a zona envolvente.
A construção do actual empreendimento do Cais de Gaia, uma obra do arquitecto Tasso de Sousa, em parceria com Eduardo Cabral dos Santos, visou à renovação e valorização desta zona, onde se localizam as caves de vinho do Porto, tirando o melhor partido da frente fluvial e de um enquadramento paisagístico único.
O Cais de Gaia foi concessionado há 17 anos pela Administração dos Portos do Douro e Leixões à Dourocais, sociedade criada pela construtora J. Gomes (de Braga) para gerir o complexo comercial.
A obra do Cais de Gaia foi iniciada em 2000 e concluída três anos depois. O projecto, orçado em 15 milhões de euros, foi distinguido com o "Prémio Turismo - Valorização do Espaço Público", organizado pelo Instituto do Turismo de Portugal. Este prémio pretende distinguir projectos inovadores, em termos de qualidade, de respeito e intervenção no espaço público e de integração no meio envolvente.

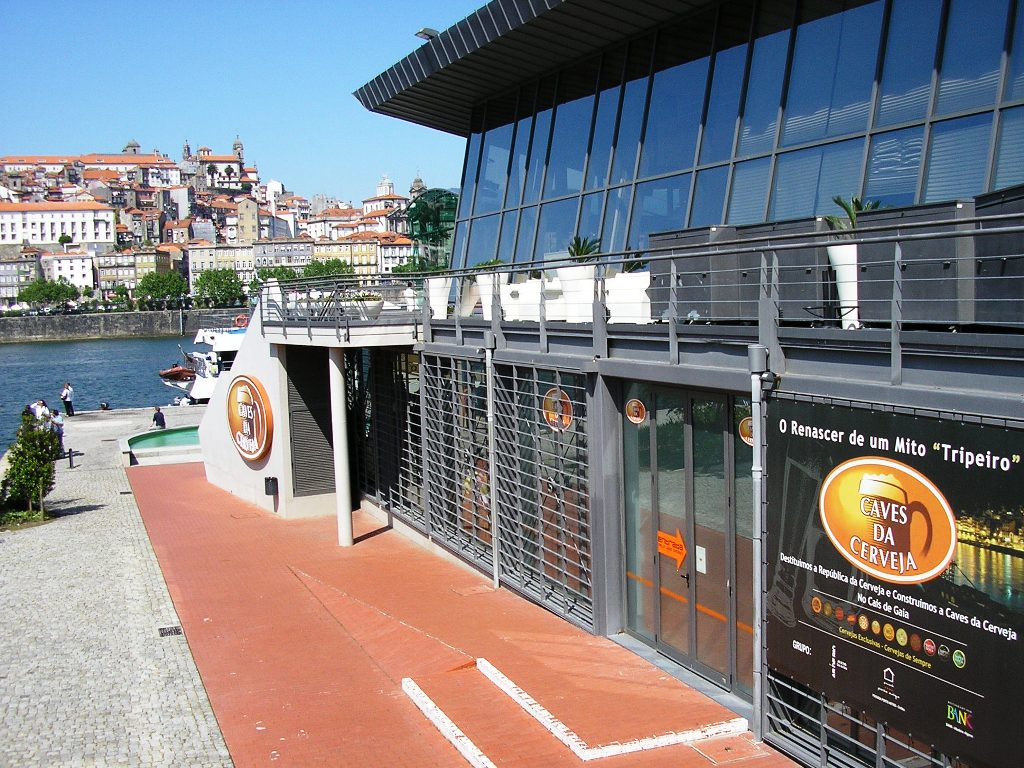
Restaurante no Cais de Gaia com o Porto ao fundo

Do renovado Cais de Gaia, partem, actualmente, numerosas excursões fluviais com destino à Região Vinhateira do Alto Douro. Logo no ano da inauguração, em 2003, cerca de 2,4 milhões de pessoas visitaram o Cais de Gaia. No ano seguinte, este foi o primeiro espaço público ao ar livre em Portugal a dispor de uma rede wireless de acesso à Internet. O Cais de Gaia é gerido pela empresa Douro Cais e conta com 28 concessionários, 23 dos quais ligados à restauração. No espaço, existe, ainda, uma praça acústica, onde se realizam frequentes actuações musicais, especialmente nas noites de verão.